# Блиц ТВ
Блиц ТВ је српска телевизијска станица дневног листа Блиц, у власништву компаније Ringier. Седиште се налази у Косовској улици број 10 у Београду. Регистрована је 8. августа 2022. године, док је с емитовањем почела 3. октобра. Доступна је преко кабловске и сателитске телевизије у Србији, Босни и Херцеговини и Црној Гори, али и бесплатно путем веб-сајта и aпликације за Android TV.

## Програм
Програмску шему Блиц ТВ чине забавне и информативне емисије, домаће и стране игране серије.
Јутарњи програм Јутро на Блиц покренут је 18. септембра 2023. Прву водитељску поставу чинили су Данијела Димитровска, Љубомир Булајић, Лена Богдановић и Милан Прљета. Главни уредник је тада био Игор Шањевић. У следећој сезони, која је почела 9. септембра 2024, долази до промена у емисији услед трансфера Маје Николић и Данила Машојевића са Нове на Блиц ТВ. Од тада, њих двоје воде јутарњи програм од понедељка до четвртка, а петком Немања Видић.
Велику пажњу јавности у априлу 2024. привукла је најава да ће се емисије Вече са Иваном Ивановићем и 4 и по мушкарца од наредне сезоне приказивати на овој телевизији. Критичари су сматрали да није могуће задржати сатирични карактер емисија на каналу који се дистрибуира у мрежи државног Телекома, међутим није дошло до промене садржаја те две емисије.

### Емисије
- 4 и по мушкарца (Иван Ивановић, Бане Раичевић, Срђан Динчић, Драган Илић, Слободан Нешовић Лока)
- Балканском улицом (Весна Дедић)
- Бисери (Вања Булић)
- Блиц дан (Софија Спасојевић, Сузана Манчић, Данијела Димитровска, Љубомир Булајић, Виктор Окиљевић, Јелена Николић, Марија Чанковић, Алиса Јовановић)
- Блиц уживо (Ивана Мастиловић Јаснић, Биљана Јовић, Иван Јовановић)
- Блиц фит (Маја Димитријевић)
- Блиц жена студио (Јелена Исаковић)
- Бум! (Љубинка Кларић)
- Вече са Иваном Ивановићем
- Даме са херцом (Тамара Раонић, Весна Дедић, Зора Добричанин, Наташа Ковачевић)
- Домаћица (Тијана Гојковић)
- Дупло задовољство (Станко Будимкић, Станоје Будимкић)
- Живот без филтера (Драгана Јанковић)
- Живот у балансу (Беба Драгић)
- Јасно као дан (Ивана Мастиловић Јаснић)
- Једи ако смеш (Ана Кокић)
- Јутро на Блиц (Маја Николић, Данило Машојевић, Немања Видић)
- Кеш такси (Милош Биковић; Милан Марић)
- Метар мога села (Марко Срејић)
- Мој дан Блиц дан (Софија Спасојевић, Александар Којић)
- Нај од нај (Ивана Микић)
- На терапији (Славица Ђукић Дејановић)
- Нека ти је слатко (Тања Анђелковић)
- Није српски ћутати (Слободан Орлић)
- Приче о Београду
- Са Тамаром кроз Београд (Тамара Калинић)
- Скенер (Александра Ивановић, Илија Божиновић)
- Срце за децу (Катарина Манојловић)
- Сцена
- Сцена специјал
- Цеца и деца
- Цеца шоу (Светлана Ражнатовић)

### Серије
- 12 речи
- Азбука нашег живота
- Биро
- Блок 27
- Ванга
- Вратиће се роде
- Град без правила
- Дуг мору
- Елиф
- Замрачење
- Једини излаз
- Једне летње ноћи
- Јунаци нашег доба
- Кад лишће пада
- Калкански кругови
- Клан
- Мочвара
- Мост
- Наркос
- Њушкало
- Певачица
- Покајање
- Преживети Београд
- Распућин
- Самац у браку
- Слатке муке
- Тајкун
- Тајни живот Мерилин Монро
- Телохранитељ
- ФИФА гејт
- Шехерезада
- Шешир професора Косте Вујића

## Позиције
| Оператор                       | Позиција |
| ------------------------------ | -------- |
| Србија                         |          |
|                                | 17       |
|                                | 146      |
|                                | 45       |
|                                | 17       |
|                                | 17       |
|                                | 10       |
|                                | 19       |
|                                | 17       |
| Република Српска               |          |
|                                | 10       |
|                                | 14       |
|                                | 14       |
|                                | 7        |
| Федерација Босне и Херцеговине |          |
|                                | 12       |
|                                | 10       |
| Црна Гора                      |          |
|                                | 26       |
|                                | 27       |